# Jekaterina Eduardowna Makarowa
Jekaterina Eduardowna Makarowa (russisch Екатерина Эдуардовна Макарова., wiss. Transliteration; englische Schreibweise Ekaterina Makarova; * 16. Juli 2001) ist eine russische Tennisspielerin.

## Karriere
Makarowa begann im Alter von fünf Jahren mit dem Tennissport und bevorzugt Sandplätze. Sie spielt bislang vorrangig Turniere der ITF Women’s World Tennis Tour, wo sie bislang zwei Titel im Doppel gewann.

## Turniersiege

### Doppel
| Nr. | Datum             | Turnier             | Kategorie | Belag     | Partnerin      | Finalgegnerinnen                 | Ergebnis |
| --- | ----------------- | ------------------- | --------- | --------- | -------------- | -------------------------------- | -------- |
| 1.  | 18. November 2023 | Scharm asch-Schaich | ITF W15   | Hartplatz | Alissa Kjummel | Yasmin Ezzat Zuzanna Pawlikowska | 6:4, 6:0 |
| 2.  | 26. Oktober 2024  | Scharm asch-Schaich | ITF W15   | Hartplatz | Alissa Kjummel | Yasmin Ezzat Zuzanna Pawlikowska | 6:2, 6:4 |